# Vienna (Maryland)

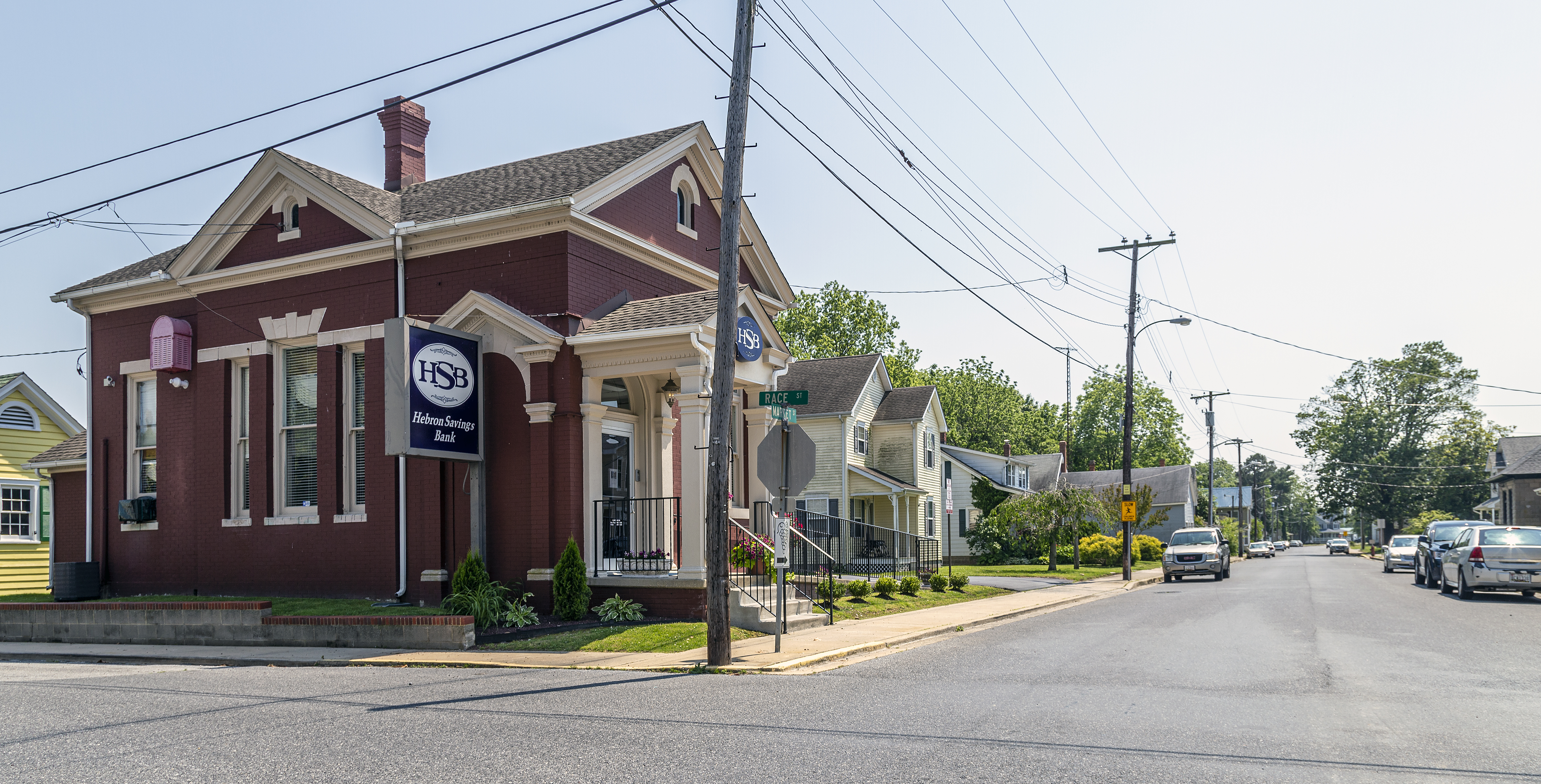
Centre de Vienna

Pour les articles homonymes, voir Vienna.
La ville de Vienna est située dans le comté de Dorchester, dans l’État du Maryland, aux États-Unis. Sa population s’élevait à 271 habitants lors du recensement de 2010, estimée à 275 habitants en 2016.

## Histoire
Vienna a été fondée en 1706 et incorporée en 1833.

## Source
- (en) Cet article est partiellement ou en totalité issu de l’article de Wikipédia en anglais intitulé « Vienna, Maryland » (voir la liste des auteurs).

1. ↑  « Vienna, Maryland », Town City-Data.com (consulté le 24 août 2012).